# Sèrbia de Nedić
La Sèrbia de Nedić (en serbi: Nedićeva Srbija, ciríl·lic: Недићева Србија), també coneguda com a Govern de Salvament Nacional, va ser el nom amb què es va conèixer l'estat serbi sota l'ocupació militar de l'Alemanya nazi, durant la Segona Guerra Mundial i després de la invasió de Iugoslàvia.

## Administració
L'estat va ser encapçalat pel general serbi Milan Nedić, sota el comandament militar alemany i amb el nom oficial de Vlada Nacionalnog Spasa (Влада Националног Спаса, o Govern de Salvament Nacional), entre 1941 i 1944. Geogràficament, el nou govern administrava un territori format per la part central de Sèrbia, el sector nord de Kosovo (al voltant de la regió de Mitrovica, i la regió autònoma de Banat, que es va mantenir sota el comandament de la minoria ètnica alemanya que hi residia.
Incapaç d'oposar-se a les ordres alemanyes, el general Nedić va permetre l'existència de camps de concentració al seu territori.

## Dissolució
Amb el suport de l'Exèrcit Roig, els partisans iugoslaus van acabar amb el govern de Nedić al maig de 1944. Els líders serbis col·laboracionistes van fugir a Eslovènia fins al final de la guerra, essent molt d'ells capturats i executats.

## Llegat
L'any 1941, després de la invasió alemanya de Iugoslàvia, els soldats alemanys van prendre el control de Ràdio Belgrad. Ràpidament, van posar en antena la cançó Lili Marleen, que esdevindria amb el temps una cançó força popular a nivell internacional. La cançó ha estat traduïda a diverses llengües, esdevenint en alguns països una marxa militar, una cançó pels soldats o, fins i tot, una cançó esportiva durant els entrenaments militars.
D'altra banda, l'any 2008 el Partit Liberal de Sèrbia, que no tenia ja llavors representació parlamentària, va llançar una proposta de llei per rehabilitar la figura del general Milan Nedić. Aquesta proposta no va rebre el suport de cap altre partit polític, i fou durament criticada per la comunitat jueva de Sèrbia.

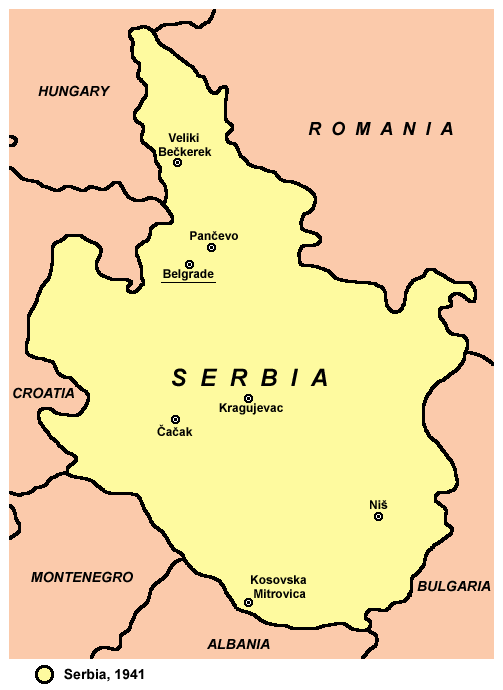
1941
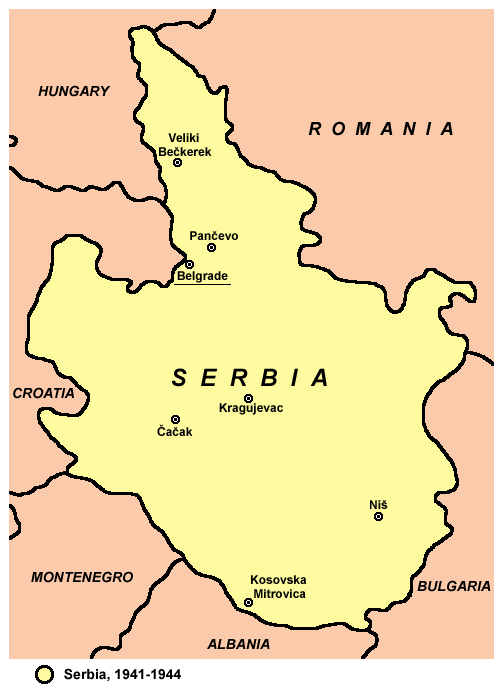
1941-1944